# Kelley Mack
Kelley Mack (nascida Kelley Lynne Klebenow; 10 de julho de 1992 – 2 de agosto de 2025) foi uma atriz estadunidense. Ela ficou conhecida por interpretar Addy na nona temporada da série The Walking Dead (2018–2019). Também atuou nos filmes Profile (2018) e Broadcast Signal Intrusion (2021).
Em janeiro de 2025, Mack anunciou que havia sido diagnosticada com astrocitoma, um tipo de tumor cerebral que faz parte do grupo dos gliomas. Morreu em Cincinnati em 2 de agosto de 2025, aos 33 anos.